# Passerelle du Fourneau
La passerelle du Fourneau est un ouvrage d'art situé à Orée d'Anjou, en France.

## Situation et accès
La passerelle est située au niveau du hameau du Fourneau, au nord de la commune déléguée de Liré, elle-même partie de la commune d'Orée-d'Anjou, et plus largement à l'ouest du département de Maine-et-Loire. Enjambant un ruisseau, elle relie la route de la Rabottière à la route départementale 763.

## Histoire
Cette passerelle est construite par l'entreprise Métalu à Saint-Brevin-les-Pins. Un convoi spécial l'amène en un bloc par la route départementale (sur un camion de modèle DAF XF530 de l'entreprise Transports Coudreau) et la pose le 10 novembre 2021, dans le brouillard au petit matin. Il s'agit d'une passerelle avant tout cyclable, puisqu'elle s'inscrit dans le projet de véloroute La Loire à vélo, ce qui permet d'assurer aux cyclotouristes une voie sécurisée le long d'un axe routier fréquenté par 12 000 véhicules par jour. Les travaux d'aménagement cyclable des bords de Loire, qui s'étendent sur 450 m, durent une dizaine de jours. Ceux-ci sont menés par le Département pour un coût de 161 000 € dont 25 % (soit 40 250 €) sont pris en charge par la Région Pays de la Loire,.
En outre, pour réguler la circulation dans le cadre de son installation, on met en place un alternat manuel par piquets K10 dans le sens Liré-Ancenis, restriction temporaire par arrêté municipal assortie d'une limitation de vitesse à 30 km/h d'une interdiction de dépasser et de stationner,.

## Structure
Elle est principalement faite en métal, pèse 4 t et s'étend sur 25 m de long,. D'allure simple, il s'agit d'un petit pont à poutres de couleur noire avec des garde-corps droits et uniformes et un revêtement en bois pour le tablier.